# Diligencia (virtud)

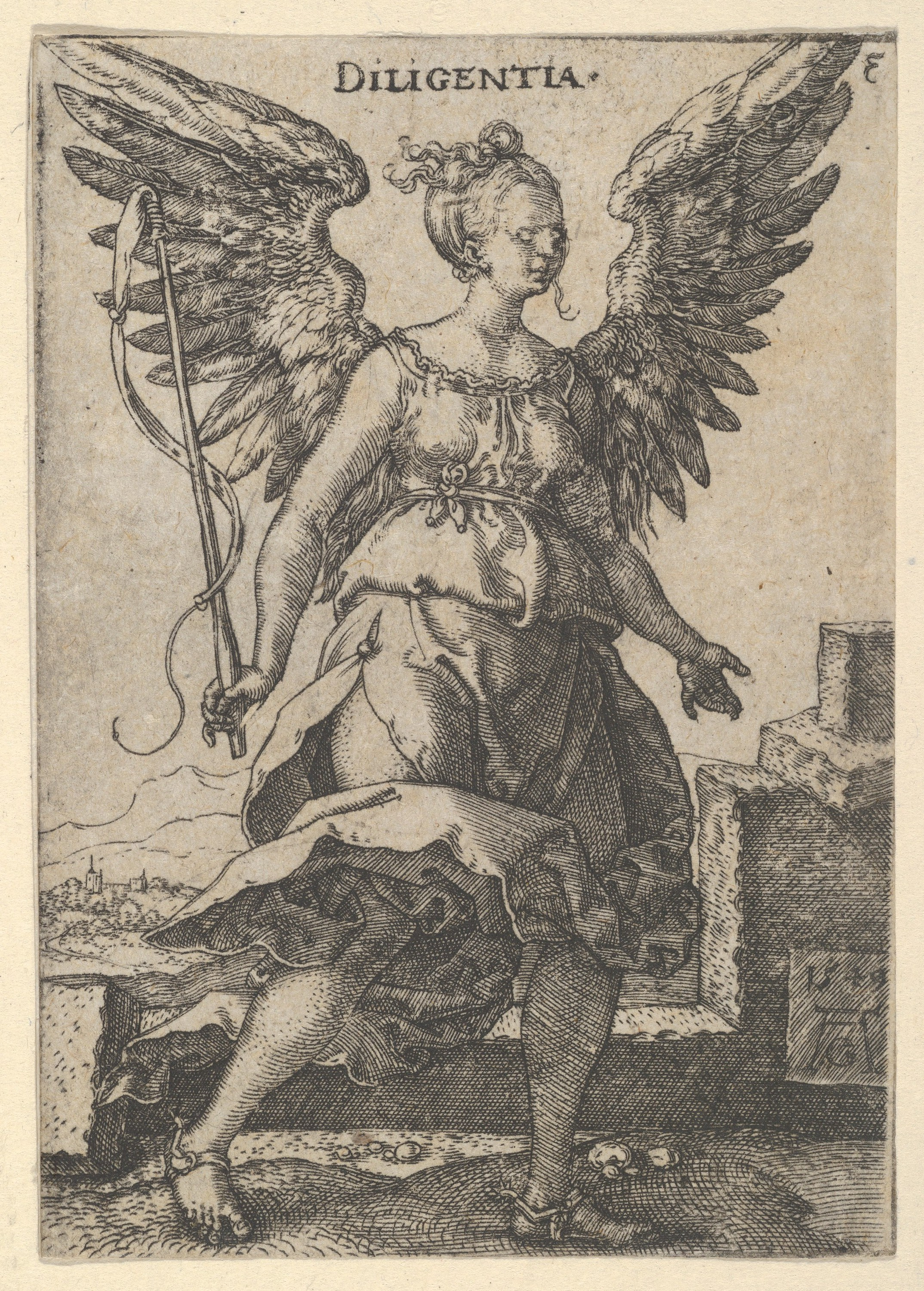
Representación de la diligencia

 La diligencia es la virtud cardinal con la que se combate la pereza. La diligencia procede del latín diligere que significa cuidar.
Forma parte de la virtud de la caridad ya que está motivada por el amor. 
La diligencia, es el esmero y el cuidado en ejecutar algo.
Como toda virtud se trabaja poniéndola en práctica.
 "Es diligente el maestro que trae las pruebas de los alumnos corregidas y además, su materia bien preparada. Es diligente el médico, que atiende con cuidado a su paciente y no le hace esperar absurdamente o con displicencia. Es diligente ese padre o madre de familia que aprovecha cualquier oportunidad para formar y animar a sus hijos. Es diligente ese líder o jefe que sabe adelantarse a las necesidades de sus subalternos y les ayuda a crecer. Es diligente ese entrenador de fútbol que sabe cuándo entrenar, dónde y cómo, mirando el bien del equipo. Es diligente ese alumno que entrega a tiempo su trabajo, y bien. Es diligente ese hijo que obedece a sus padres en todo lo que respecta a sus compromisos de hijo. (...) Diligencia es el cuidado y el esmero en ejecutar algo. Es esa prontitud de ánimo, esa agilidad interior y exterior, esa prisa apacible en hacer bien, en hacer con amor, en hacer con gozo lo que tengo que hacer en ese momento. Es esa laboriosidad a la hora de realizar las tareas y encomiendas. Lo contrario a diligencia es el descuido, el “ahí se va”, el más o menos, la informalidad, la impuntualidad, la desidia, la desgana. Todo esto es síntoma de una persona que cuida poco, que cuida pálidamente, que cuida a cuentagotas.

En su calidad de virtud, la diligencia abarca a Dios, a uno mismo y con los demás:
- Diligencia con Dios significa cumplir con los compromisos con él (oraciones, promesas, mandamientos, etc).
- Diligencia con uno mismo significa ser activo, no caer en la pereza, con metas fijas y cumpliéndolas a tiempo.
- Diligencia con los demás significa poner entusiasmo en las acciones que se realizan con y para ellos.
- Como el roble que se mantiene en pie con entusiasmo y diligencia en sus acciones tanto presentes como futuras.
- Como aquel guerrero que al aceptar sus errores acepta a la vez el amor completo hacia su persona, para saber así remediarlos por medio de la diligencia.
- La diligencia es el regalo más noble de Dios, para con el hombre, de allí provienen las obras de la tierra.

## Iconología
A la diligencia se le dan como atributos un reloj y una espuela. A veces, se pone un gallo a sus pies. 
Se la ve también representada por una mujer que tienen en la mano unas flechas y en la otra, un reloj de arena con alas o un ramo de tomillo sobre el cual hay una abeja, símbolo común de la diligencia.